# Gypsophila turcica
Gypsophila turcica är en nejlikväxtart som beskrevs av Hamzaoglu. Gypsophila turcica ingår i släktet slöjor, och familjen nejlikväxter. Inga underarter finns listade i Catalogue of Life.